# Kristotomus punctatus
Kristotomus punctatus là một loài tò vò trong họ Ichneumonidae.